# Championnat d'Europe d'échecs junior
Le championnat d'Europe d'échecs junior est une compétition d'échecs organisée de 1971 à 2002 où s'affrontaient les meilleurs joueurs européens qui avaient moins de 20 ans au 1er janvier de l'année en cours.
La compétition eut lieu à partir de 1971 sous les auspices de la Fédération internationale des échecs mais elle fut précédée par une compétition similaire, le tournoi Niemeyer disputé à Groningue aux Pays-Bas de janvier 1963 à 1969-1970. Les gagnants de cette compétition antérieure sont inclus dans le palmarès.
Depuis 2003, l'épreuve est remplacée par le championnat d'Europe d'échecs de la jeunesse, des prix sont offerts pour les catégories moins de 10, 12, 14, 16 et 18 ans et de même côté féminin.

## Palmarès

### 1963-1970: tournoi international junior Niemeyer à Groningue (masculin)
| Année(s)       | Vainqueur(s)                                         | Deuxième(s)                                                     |
| -------------- | ---------------------------------------------------- | --------------------------------------------------------------- |
| 1963 (janvier) | Coenraad Zuidema                                     | Keith Richardson                                                |
| 1964 (janvier) | - Robert Hartoch - Jørn Sloth                        |                                                                 |
| 1964-1965      | - Hans Ree - Robert Hübner                           |                                                                 |
| 1965-1966      | - Andrew Whiteley - Hans Ree                         |                                                                 |
| 1966-1967      | Mikhaïl Steinberg                                    | Andrew Whiteley                                                 |
| 1967-1968      | Anatoli Karpov                                       | Andras Adorjan                                                  |
| 1968-1969      | - Karl-Heinz Maeder - Zoltán Ribli - Rafael Vaganian |                                                                 |
| 1969-1970      | Andras Adorjan                                       | - Aleksandr Beliavski - Aurel Urzica - Juan Manuel Bellón López |
| 1970-1971      | Zoltan Ribli                                         | Aleksandr Beliavski                                             |

### 1971-1987: championnat d'Europe junior à Groningue (tournoi masculin)
| Année(s)  | Vainqueur(s)                 | Deuxième(s)                                                     |
| --------- | ---------------------------- | --------------------------------------------------------------- |
| 1971-1972 | Gyula Sax                    |                                                                 |
| 1972-1973 | Oleg Romanichine             | Anthony Miles                                                   |
| 1973-1974 | Sergueï Makarytchev          | József Pintér                                                   |
| 1974-1975 | John Nunn (au départage)     | Peter Szekely (ex æquo)                                         |
| 1975-1976 | Aleksandr Kotchiev           | - Paul van der Sterren - Ventzislav Inkiov - Morten Trolldallen |
| 1976-1977 | Lubomir Ftacnik              | Nir Grinberg                                                    |
| 1977-1978 | Shaun Taulbut (au départage) | - Sergueï Dolmatov - Krum Georgiev (ex æquo)                    |
| 1978-1979 | John van der Wiel            | Sergueï Dolmatov                                                |
| 1979-1980 | Aleksandr Tchernine          | Zurab Azmaiparashvili                                           |
| 1980-1981 | Ralf Åkesson                 | Ievgueni Pigoussov                                              |
| 1981-1982 | Curt Hansen                  | Alon Greenfeld                                                  |
| 1982-1983 | Jaan Ehlvest                 | Curt Hansen                                                     |
| 1983-1984 | Valeri Salov                 | Simen Agdestein                                                 |
| 1984-1985 | Ferdinand Hellers            |                                                                 |
| 1985-1986 | Aleksandr Khalifman          | James Howell                                                    |
| 1986-1987 | Vassili Ivantchouk           | Jeroen Piket                                                    |

### Tournoi mixte de 1987 à 2002
| Années      | Lieu        | Vainqueur(s)                  | Deuxième               |
| ----------- | ----------- | ----------------------------- | ---------------------- |
| 1987-1988   | Arnhem      | Boris Guelfand (au départage) | Vassili Ivantchouk     |
| 1988-1989   | Arnhem      | Alekseï Dreïev (au départage) | Boris Guelfand         |
| 1989-1990   | Arnhem      | Grigori Serper                | Alekseï Dreïev         |
| 1990-1991   | Arnhem      | Rune Djurhuus                 | Hannes Stefánsson      |
| 1991-1992   | Aalborg     | Aleksander Delchev            |                        |
| 1992 (août) | Sas-de-Gand | Alekseï Aleksandrov           | Vladislav Borovikov    |
| 1993        | Vejen       | Vladislav Borovikov           | Alekseï Aleksandrov    |
| 1994        | annulé      | annulé                        | annulé                 |
| 1995        | Holon       | Yuri Shulman                  | Emil Sutovsky          |
| 1996        | Siófok      | Andreï Chariazdanov           | Liviu-Dieter Nisipeanu |
| 1997        | Tallinn     | Dimitri Tyomkine              | Jonathan Rowson        |
| 1998        | Erevan      | Levon Aronian                 | Aleksandr Motylev      |
| 1999        | Niforéika   | Dennis de Vreugt              |                        |
| 2000        | Asturia     | Adam Horváth                  | Francisco Vallejo Pons |
| 2001        | Rion        | Zviad Izoria                  | Anton Korobov          |
| 2002        | Bakou       | Zviad Izoria                  | Vugar Gashimov         |

### Coupe d'Europe féminine (de 1977 à 1979)
| Années | Lieu     | Vainqueur                  |
| ------ | -------- | -------------------------- |
| 1977   | Novi Sad | - Bozena Sikora - Rita Kas |
| 1978   | Kikinda  | Nana Ioseliani             |
| 1979   | Kula     | Nana Ioseliani             |

### Championnats d'Europe féminins (de 1980 à 2002)
De 1997 à 2002, les championnats d'Europe féminins junior ont été organisés en même temps et au même lieu que les championnats d'Europe mixtes.
| Années | Lieu                            | Vainqueur                                                       |
| ------ | ------------------------------- | --------------------------------------------------------------- |
| 1980   | Senta, Yougoslavie              | Agnieszka Brustman                                              |
| 1981   | Panonia, Yougoslavie            | Elena Stoupina                                                  |
| 1984   | Katowice, Pologne               | Ildikó Mádl                                                     |
| 1986   | Băile Herculane, Roumanie       | Ildikó Mádl                                                     |
| 1989   | Dębica, Pologne                 | Svetlana Matveïeva                                              |
| 1992   | Hradec Kralove, Tchécoslovaquie | Nino Khourtsidzé (2e : Elena-Luminița Radu)                     |
| 1993   | Svitavy, République tchèque     | Ilaha Kadimova (3e : Elina Danielian)                           |
| 1994   | Svitavy, République tchèque     | Silvia Aleksieva (3e : Elina Danielian)                         |
| 1995   | Zánka, Hongrie                  | Maria Velcheva                                                  |
| 1996   | Tapolca, Hongrie                | Maïa Lomineichvili (2e : Tatiana Kononenko)                     |
| 1997   | Tallinn, Estonie                | Sopio Tkechelachvili (2e : Monika Bobrowska)                    |
| 1998   | Erevan                          | Sopio Tkechelachvili (3e : Jovanka Houska)                      |
| 1999   | Niforéika, Grèce                | Regina Pokorna (2e : Ana Matnadzé) (3e : Sofiko Tkeshelashvili) |
| 2000   | Aviles, Espagne                 | Jovanka Houska (2e : Viktorija Čmilytė) (3e : Ana Matnadzé)     |
| 2001   | Rion, Grèce                     | Iweta Radziewicz (2e : Lela Javakhichvili)                      |
| 2002   | Bakou, Azerbaïdjan              | Zeinab Mamedyarova (2e : Nana Dzagnidzé)                        |

## Sources
- Liste des gagnants de l'European Chess Union
- FIDE handbook